# 王志林
王志林（1962年9月—），吉林人，中国生物无机化学家，南京大学化学化工学院教授，南京大学副校长。